# Liste der Biografien/Kug
Liste der Biografien |
Portal Biografien |
Personensuche
# |
A |
B |
C |
D |
E |
F |
G |
H |
I |
J |
K |
L |
M |
N |
O |
P |
Q |
R |
S |
T |
U |
V |
W |
X |
Y |
Z |
?
 
Ka |
Kb |
Kc |
Kd |
Ke |
Kf |
Kg |
Kh |
Ki |
Kj |
Kl |
Km |
Kn |
Ko |
Kp |
Kr |
Ks |
Kt |
Ku |
Kv |
Kw |
Ky |
Kx |
Kz
 
Kua |
Kub |
Kuc |
Kud |
Kue |
Kuf |
Kug |
Kuh |
Kui |
Kuj |
Kuk |
Kul |
Kum |
Kun |
Kuo |
Kup |
Kuq |
Kur |
Kus |
Kut |
Kuu |
Kuv |
Kuw |
Kux |
Kuy |
Kuz
Die Liste der Biografien führt alle Personen auf, die in der deutschsprachigen Wikipedia einen Artikel haben. Dieses ist eine Teilliste mit 134 Einträgen von Personen, deren Namen mit den Buchstaben „Kug“ beginnt.

## Kug

### Kuga
- Kuga, Katsunan (1857–1907), japanischer Journalist
- Kuga, Michio (1928–1990), japanischer Mathematiker
- Kuga, Yoshiko (1931–2024), japanische Schauspielerin

### Kuge
- Kuge, Daniela (* 1975), deutsche Politikerin (CDU), MdL
- Kugel, Chaim (1896–1953), Lehrer, zionistischer Aktivist, tschechoslowakischer Politiker, Parlamentarier und Bürgermeister der Stadt Cholon in Israel
- Kugel, Chen (* 1962), israelischer forensischer Pathologe
- Kugel, Georg (1848–1930), deutscher Bildhauer, Kunstgewerbler und Fachschullehrer
- Kügel, Georg (1904–1979), deutscher Landwirt, Kaufmann und Politiker (CSU), Bürgermeister, MdL
- Kugel, Janina (* 1970), deutsche ManagerinJanina Kugel (* 1970)

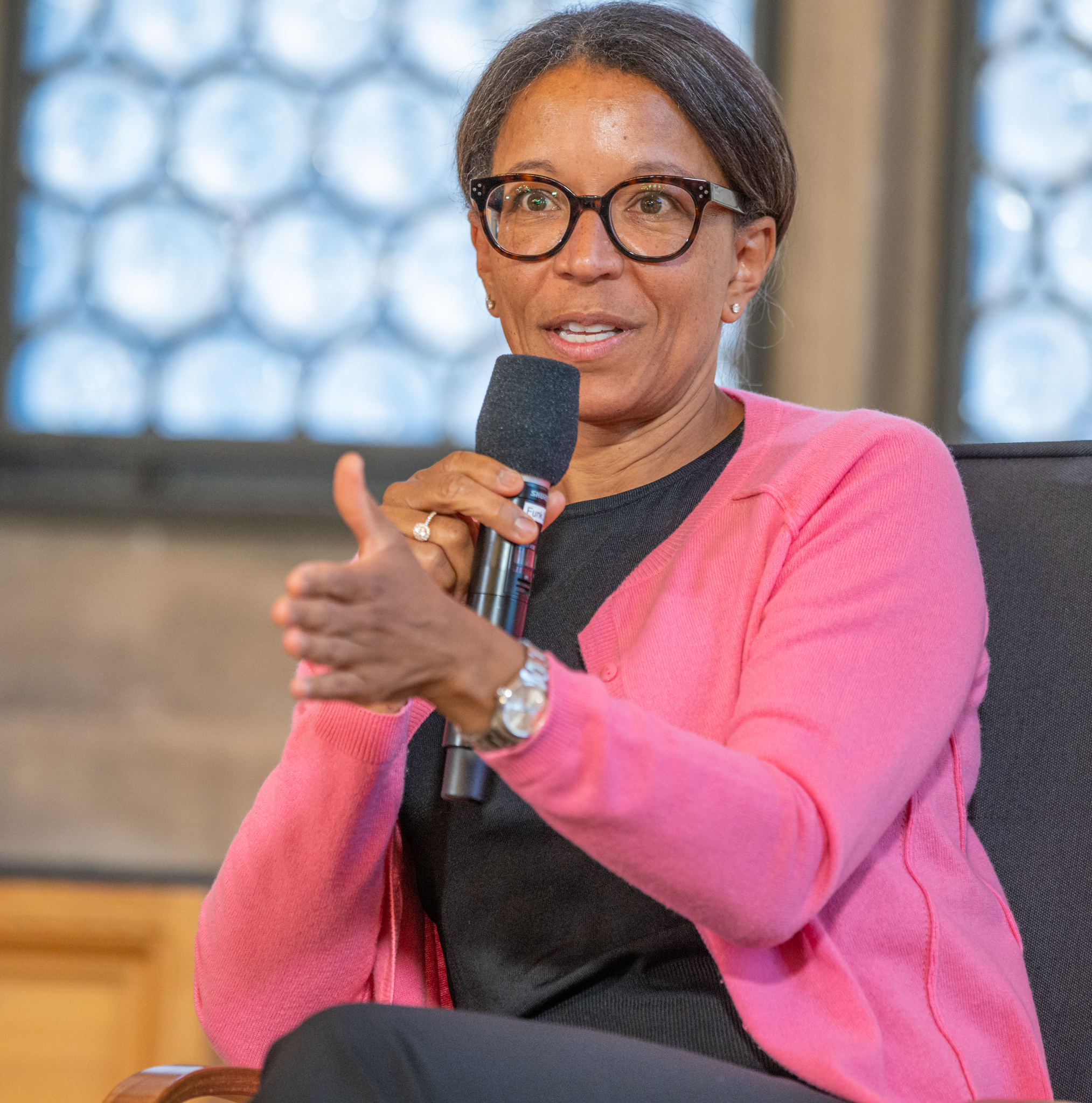
Janina Kugel (* 1970)

- Kügel, Julian (* 1997), deutscher Fußballspieler
- Kugel, Karl (* 1921), deutscher Fußballspieler
- Kugel, Klaus (* 1959), deutscher Jazzschlagzeuger
- Kugel, Michael (* 1946), russischer Bratschist
- Kügel, Stefan (* 1962), deutscher Schauspieler, Puppenspieler, Musiker, Bühnenautor und bildender Künstler
- Kügel, Thomas (* 1959), deutscher Schauspieler
- Kugel, Volker (* 1959), deutscher Gärtner und Moderator
- Kugel, Wilfried (* 1949), deutscher Publizist
- Kugel, Yann-Benjamin (* 1979), deutscher Fitnesstrainer
- Kugelann, Johann Gottlieb (1753–1815), deutscher Apotheker in Osterode, Botaniker und Entomologe mit dem Spezialgebiet Käfer
- Kugelberg, Björn (1905–1980), schwedischer Sprinter
- Kugelberg, Eric (1913–1983), schwedischer Neurologe und Neurophysiologe
- Kugelberg, Erik (1891–1975), schwedischer Zehnkämpfer
- Kugelberg, Robert (1886–1964), deutscher Politiker (SPD), MdL
- Kugele, Dieter (* 1944), deutscher Jurist und ehemaliger Richter am Bundesverwaltungsgericht
- Kugele, Jens (* 1979), deutscher Religions- und Kulturwissenschaftler
- Kugeler, Jean (1910–1983), luxemburgischer Kunstturner
- Kugeler, Kurt (* 1939), deutscher Nukleartechnologe und Hochschullehrer
- Kügelgen, Alkmar von (1911–1975), deutscher Anatom und Hochschullehrer
- Kügelgen, Anke von (* 1960), Schweizer Islamwissenschaftlerin
- Kügelgen, Bernt von (1914–2002), deutscher Journalist
- Kügelgen, Carlo von (1876–1945), russisch-deutscher Journalist und Chefredakteur
- Kügelgen, Gerhard von (1772–1820), deutscher MalerGerhard von Kügelgen (1772–1820)

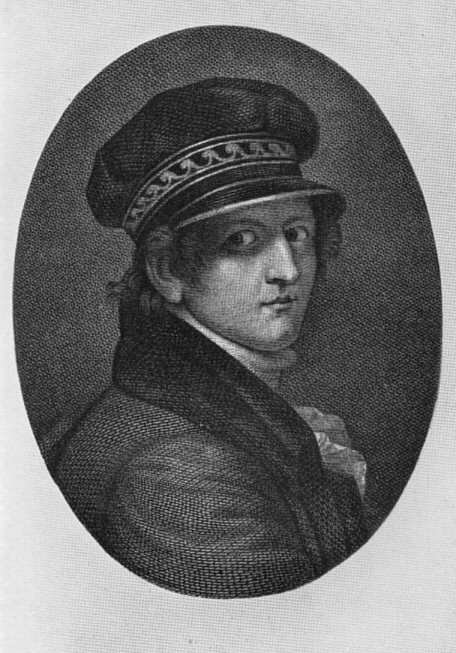
Gerhard von Kügelgen (1772–1820)

- Kügelgen, Heinrich von (1836–1860), deutschbaltischer Lyriker
- Kügelgen, Helga von (1929–2013), deutsche Politikerin (CDU), MdL
- Kügelgen, Helmut von (1916–1998), deutscher anthroposophischer Pädagoge
- Kügelgen, Karl von (1772–1832), Landschafts- und Historienmaler, russischer Hof- und Kabinettmaler
- Kügelgen, Konstantin von (1810–1880), deutsch-baltischer Maler
- Kügelgen, Leo von (1880–1931), baltendeutscher Arzt und Kunsthistoriker
- Kügelgen, Michaela von (* 1986), finnlandschwedische Schriftstellerin und Journalistin
- Kügelgen, Paul von (1843–1904), deutschbaltischer Journalist und Herausgeber
- Kügelgen, Paul von (1875–1952), russisch-deutscher Journalist und Übersetzer
- Kügelgen, Sally von († 1869), deutschbaltische Tagebuchschreiberin
- Kügelgen, Sally von (1860–1928), deutschbaltische Malerin
- Kügelgen, Wilhelm von (1802–1867), deutscher Maler und SchriftstellerWilhelm von Kügelgen (1802–1867)

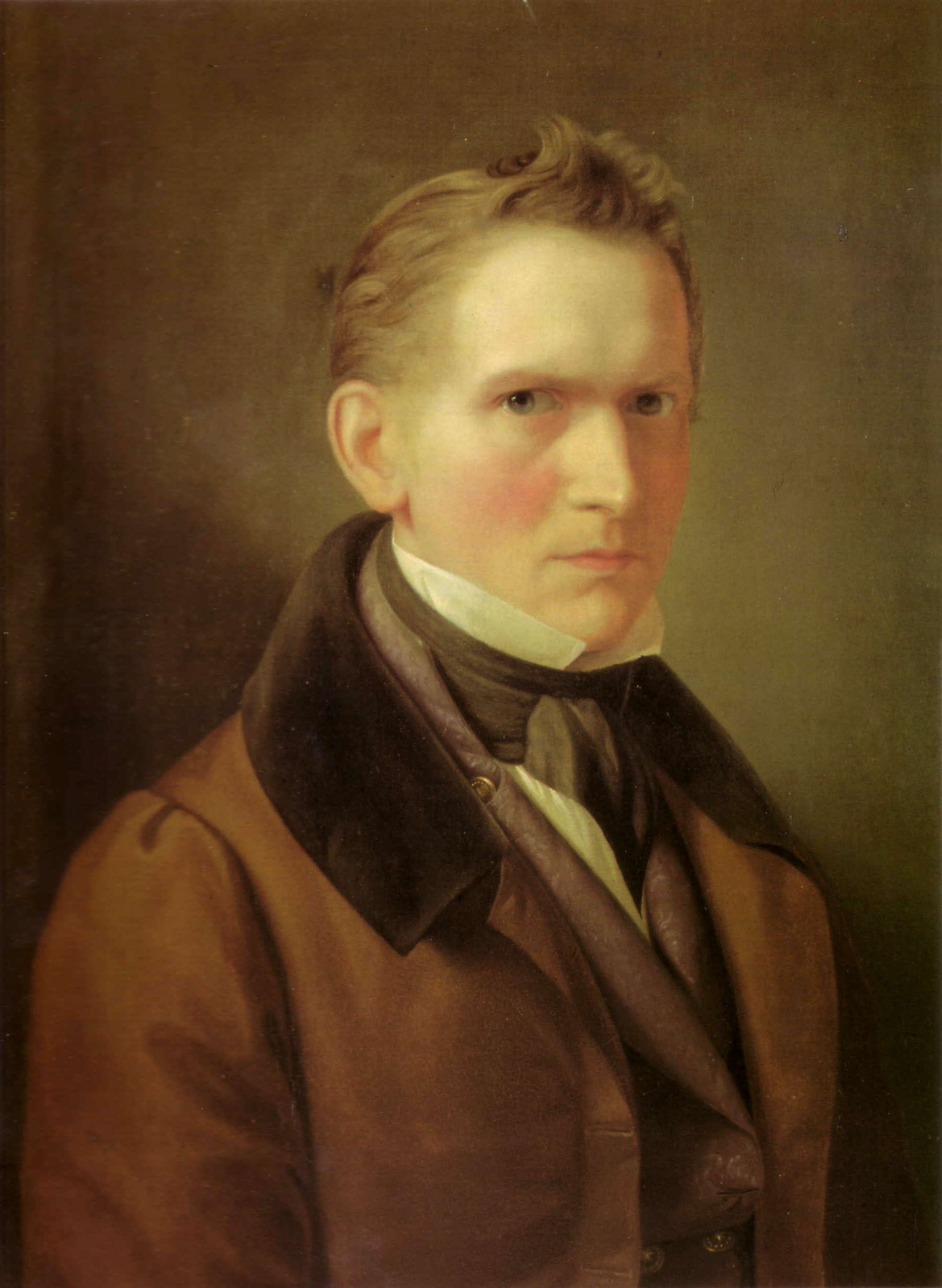
Wilhelm von Kügelgen (1802–1867)

- Kugelmann, Cilly (* 1947), deutsch-israelische Historikerin; Programmdirektorin des Jüdischen Museums Berlin
- Kugelmann, Claudia (* 1947), deutsche Sportpädagogin und Hochschullehrerin
- Kugelmann, Dieter (* 1963), deutscher Jurist und Hochschullehrer
- Kugelmann, Ferdinand (1840–1915), deutscher Kaufmann und Hamburger Mäzen
- Kugelmann, Hans († 1542), deutscher Komponist und Hoftrompeter in Königsberg
- Kugelmann, Karlheinz (1912–1941), deutscher Studentenfunktionär und Gaustudentenführer
- Kugelmann, Louis (1828–1902), deutscher Mediziner und Sozialdemokrat
- Kugelmann, Maximilian (1857–1935), deutscher Priester, Generalrektor der Pallottiner
- Kugelmann, Nils (* 1996), deutscher Jazzmusiker (Kontrabass, Kontraaltklarinette, Komposition)
- Kugelmann, Yves (* 1971), Schweizer Journalist und Publizist
- Kugelmeier, Christoph (* 1965), deutscher Klassischer Philologe
- Kugelmüller-Pugh, Anette (* 1971), deutsche Juristin und Richterin am BundesfinanzhofAnette Kugelmüller-Pugh (* 1971)

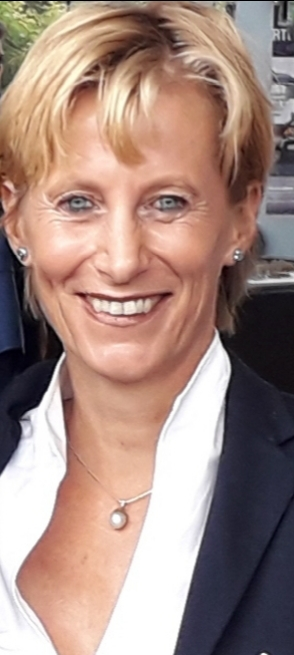
Anette Kugelmüller-Pugh (* 1971)

- Kugelstadt, Hermann (1912–2001), deutscher Filmregisseur und Drehbuchautor
- Kuger, Susanne (* 1976), deutsche Bildungswissenschaftlerin und Hochschullehrerin
- Kügerl, Heinz (* 1986), österreichischer Basketballspieler
- Kügerl, Helga (* 1957), österreichischer Politiker (FPÖ), Abgeordneter zum Landtag Steiermark

### Kugg
- Kuggeleyn, Arthur (* 1960), niederländischer Choreograph, Theatermacher, Schauspieler und Performer

### Kugi
- Kugi, Georg (* 1961), österreichischer Dirigent und Musiklehrer
- Kugimiya, Rie (* 1979), japanische Synchronsprecherin (Seiyū)
- Kugisaki, Yasuomi (* 1982), japanischer Fußballspieler

### Kugl
- Kugland, Leon (* 1999), deutscher Fußballspieler
- Kugle, Scott Alan (* 1969), US-amerikanischer Schriftsteller
- Kugler, Andreas (* 1967), deutscher Politiker (SPD), MdA
- Kugler, Anita (* 1945), deutsche Buchhändlerin, Historikerin, Journalistin und Schriftstellerin
- Kugler, Anton (1898–1962), deutscher Fußballspieler und -trainer
- Kugler, August (1824–1892), deutscher Unternehmer und Politiker
- Kugler, Bernhard von (1837–1898), deutscher Historiker
- Kugler, David († 1607), Bürgermeister von Heilbronn
- Kugler, Emil (1868–1941), österreichischer Mediziner, Schriftsteller und Kunstförderer
- Kugler, Eustachius (1867–1946), Ordensbruder der Barmherzigen Brüder und Erbauer eines Krankenhauses in Regensburg
- Kugler, Frank (1879–1952), deutscher Sportler, Olympiamedaillengewinner
- Kugler, Franz (1808–1858), deutscher Kunsthistoriker und Schriftsteller
- Kugler, Franz († 1878), deutscher Journalist, Redakteur der National-Zeitung
- Kugler, Franz Xaver (1862–1929), deutscher Mathematiker und Astronomiehistoriker
- Kugler, Friedrich (1810–1881), Richter und Politiker Freie Stadt Frankfurt
- Kugler, Georg (1935–2024), österreichischer Kunsthistoriker
- Kugler, Gerhard (1935–2009), deutscher Pionier der Luftrettung
- Kugler, Gregorius († 1575), Stadtschreiber und Syndikus von Heilbronn
- Kugler, Gudrun (* 1976), österreichische Theologin (römisch-katholisch), Menschenrechtlerin und JuristinGudrun Kugler (* 1976)

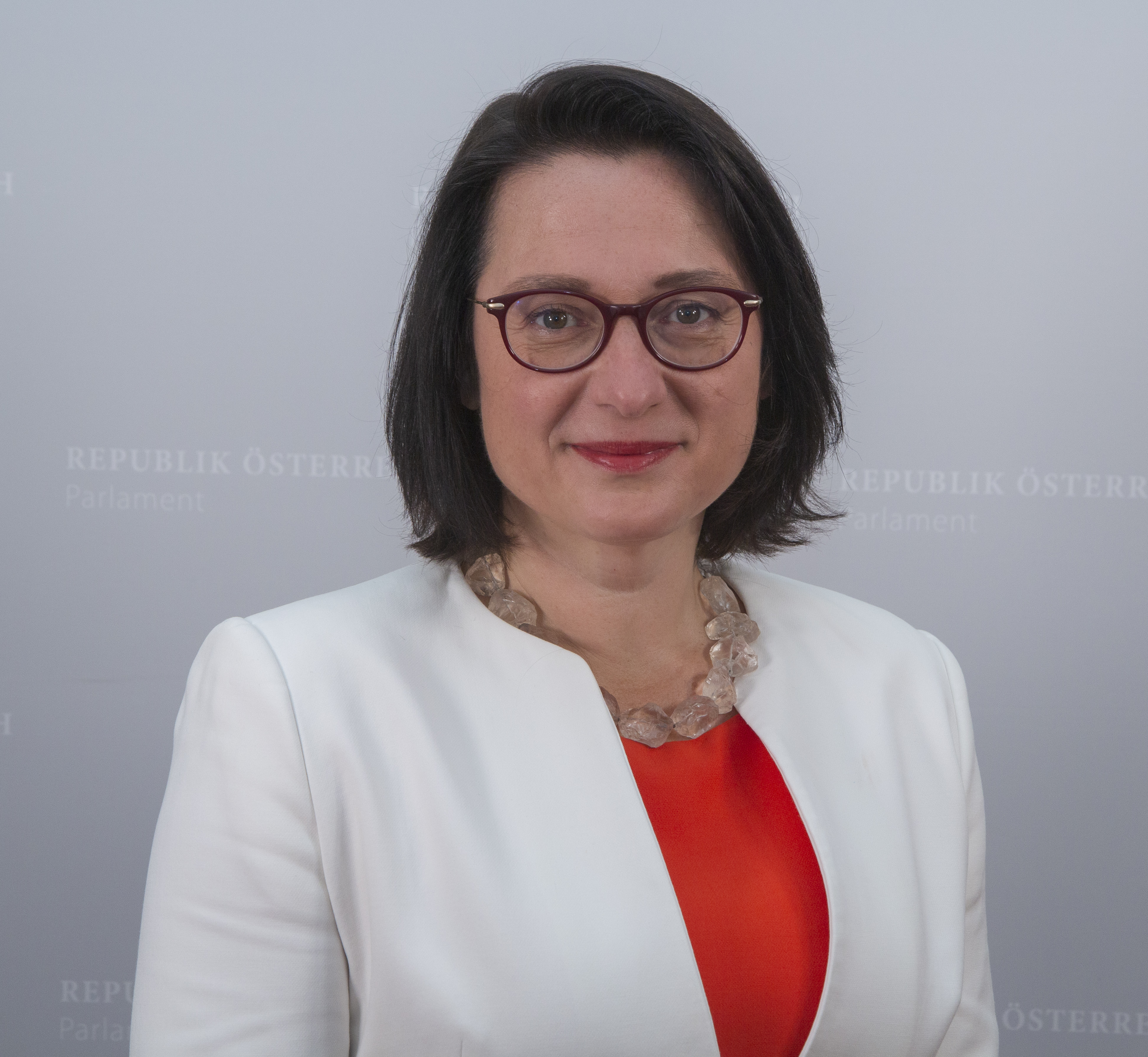
Gudrun Kugler (* 1976)

- Kugler, Hans (1840–1873), deutscher Landschafts- und Porträtmaler
- Kugler, Hans (1900–1968), Vertreter der IG Farben und verurteilter Kriegsverbrecher
- Kugler, Hans (1903–1985), deutscher Botaniker
- Kugler, Hans (* 1935), deutscher Geograph
- Kügler, Harald, deutscher Filmproduzent
- Kügler, Harald (* 1962), deutscher Fußballspieler
- Kugler, Hartmut (* 1944), deutscher Philologe
- Kugler, Heike (* 1962), deutsche Politikerin (Die Linke), MdL
- Kugler, Heiner (* 1911), deutscher Fußballspieler
- Kügler, Hermann (1900–1993), deutscher Chemiker, Volkswirt und Jugendführer
- Kügler, Hermann (* 1952), deutscher Ordensgeistlicher, Theologe
- Kugler, Hermann Josef (* 1966), deutscher Ordensgeistlicher und Theologe, Abt der Prämonstratenser-Klöster Windberg und Roggenburg
- Kugler, Irene (* 1954), deutsche Schauspielerin und Hörspielsprecherin
- Kugler, Jacek (* 1942), US-amerikanischer Politikwissenschaftler
- Kugler, Jens (* 1961), deutscher Geologe, Fotograf, Autor und Verleger
- Kugler, Jerg, deutscher Maler
- Kügler, Joachim (1926–2012), deutscher Jurist, Staatsanwalt, Rechtsanwalt und Notar
- Kugler, Joachim (* 1947), deutscher Dreispringer
- Kügler, Joachim (* 1958), deutscher römisch-katholischer Theologe
- Kugler, Josef (1871–1940), österreichischer katholischer Geistlicher und Heimatforscher
- Kugler, Josef (1896–1958), deutscher Kapellmeister und Chordirektor
- Kugler, Josef (* 1984), österreichischer Straßenradrennfahrer
- Kugler, Karl (1803–1881), deutscher Lehrer und Heimatforscher
- Kugler, Lena (* 1974), deutsche Autorin und Wissenschaftlerin
- Kugler, Lilith (* 1991), deutsche Kamerafrau, Filmproduzentin, Regisseurin, Filmeditorin
- Kugler, Louise (1811–1884), deutsche Malerin
- Kugler, Martin (1630–1682), Steinmetzmeister und Bildhauer
- Kügler, Michael (* 1981), deutscher Fußballspieler
- Kugler, Norbert (1906–1982), deutscher Résistance-Kämpfer
- Kugler, Olivier (* 1970), deutscher Comiczeichner und Illustrator
- Kugler, Paul (1889–1976), deutscher Fußballspieler
- Kugler, Peter (* 1948), deutscher Anatom
- Kügler, Peter (* 1965), österreichischer Philosoph
- Kügler, Rudolf (1921–2013), deutscher Maler und Grafiker
- Kugler, Sándor (1879–1964), ungarischer Schwimmer
- Kugler, Sascha (* 1965), deutscher Unternehmensberater
- Kugler, Thomas (* 1998), deutscher American-Football-Spieler
- Kugler, Ursula (1939–2023), deutsche Politikerin (SPD), MdB
- Kugler, Victor (1900–1981), niederländisch-kanadischer Helfer Anne Franks und anderer Verfolgter der Nationalsozialisten
- Kugler, Walter (* 1948), deutscher Autor
- Kugler, Werner (1910–1973), deutscher Jurist und Politiker (CDU)
- Kugler, Werner (1942–2018), deutscher Fossiliensammler
- Kugler, Xaver (1922–2005), deutscher Journalist (DDR)
- Kügler-Leistner, Polly (1920–2000), österreichische Schauspielerin und Regisseurin
- Kuglitsch, Franz Josef (* 1956), österreichischer Diplomat
- Kuglmayr, Erhard (1715–1798), 45. Generalminister der Kapuziner
- Kuglmayr, Gotthard (1754–1825), salzburgischer römisch-katholischer Geistlicher
- Kuglstätter, Peter (* 1951), österreichischer Architekt und Hochschullehrer

### Kugo
- Kugo, Asumi (* 1990), japanische Badmintonspielerin

### Kugr
- Kugryschew, Dmitri Dmitrijewitsch (* 1990), russischer Eishockeyspieler

### Kugy
- Kugy, Julius (1858–1944), österreichischer Bergsteiger und SchriftstellerJulius Kugy (1858–1944)

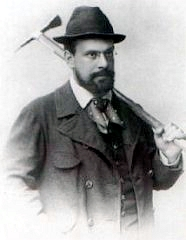
Julius Kugy (1858–1944)